# Iitate
Iitate (飯舘村?) è un villaggio giapponese della prefettura di Fukushima.